# Xenofrea anomala
Xenofrea anomala es una especie de escarabajo longicornio del género Xenofrea, tribu Xenofreini, subfamilia Lamiinae. Fue descrita científicamente por Bates en 1885.

## Descripción
Mide 5,83 milímetros de longitud.

## Distribución
Se distribuye por Costa Rica y Panamá.